# Sapintus festinans
Sapintus festinans es una especie de coleóptero de la familia Anthicidae.

## Distribución geográfica
Habita en América.